# Columbia-Gletscher (Alaska)
Der Columbia-Gletscher in Alaska liegt 60 km nordwestlich von Valdez und bedeckt bei einer Länge von 48 km ein Gebiet von 1150 km².
Er fließt von den Chugach Mountains an der Südküste Alaskas in die Columbia Bay im Prinz-William-Sund. Sein Nährgebiet liegt an den Hängen von Mount Einstein und Mount Witherspoon auf einer Höhe von etwa 2700 m. Auf zehn Kilometer Breite schiebt sich die Gletscherzunge ins Meer. Die Sohle liegt 700 m unter Wasser, die Höhe der Eiswand über dem Meeresspiegel beträgt zwischen 50 und 80 m. Der Columbia-Gletscher ist mit zwei Meter pro Tag einer der am schnellsten fließenden Gletscher Nordamerikas.
Seit 1980 zieht sich der Gletscher stark zurück, bis 2014 bereits um über 20 km, zugleich nahm seine Dicke um bis zu 500 m ab. Infolgedessen büßte er in den letzten 25 Jahren rund die Hälfte seines Volumens ein. 2011 führte der Schwund des Gletschers dazu, dass er sich in zwei Gletscher aufspaltete, deren Zungen im Jahr 2014 bereits 6 km voneinander entfernt lagen. Der Rückzug wurde von James Balog im Rahmen seiner „extreme Ice survey“ mittels Zeitraffer festgehalten. Anhand der unterschiedlichen Magnetisierung von Gestein, das der Gletscher nur ab einer bestimmten Ausdehnung abschleift und ins Meer transportiert, wo es sich über Jahrhunderte in Meeressedimenten ablagert, konnten Forscher zeigen, dass sich der Gletscher seit mindestens 900 Jahren nicht mehr so weit zurückgezogen hat wie seit Beginn der 2000er Jahre.
Das kalte, nährstoffreiche Wasser sorgt im umliegenden Meer für eine hohe Planktondichte und somit für eine große Fischpopulation, infolge derer sich auch viele Beutegreifer wie z. B. Weißkopfseeadler, Möwen und Seehunde in der Nähe des Gletschers aufhalten.
Benannt wurde der Gletscher von der Harriman-Alaska-Expedition im Jahr 1899 nach der Columbia University in New York.